# King Solomon's Mines (boek)
King Solomon's Mines (Nederlands: Koning Solomon's mijnen) is een literair boek uit 1885 van de Victoriaanse avonturenschrijver Henry Rider Haggard. Het verhaal vertelt over een nog niet ontdekt gebied in Afrika door een groep avonturiers geleid door Allan Quatermain, die op zoek zijn naar een vermiste broer van een van de expeditieleden. Het boek staat bekend als de eerste Engelse roman die zich afspeelt in Afrika, en wordt gezien als leidraad voor het latere Lost World-genre.

## Achtergrond
Het boek werd voor het eerst gepubliceerd in september 1885 met een daarbij voor die tijd een grote reclamecampagne, met posters en advertenties werd er in Londen en omstreken over gesproken; het meest indrukwekkende avonturen boek dat ooit geschreven was. Al spoedig daarna werd het boek een van de best verkochte van het jaar. Aan het einde van de 19e eeuw werden er nog onbekende gebieden ontdekt in de wereld door ontdekkingsreizigers, zoals in Egypte de Vallei der Koningen en het Assyrische Rijk. Afrika bleef echter nog onbekend en Koning Solomons mijnen, de eerste roman over een Afrikaans avontuur prikkelde de fantasieën van het lezende publiek.
De koning Solomon, of Salomo, van de titel van het boek is de Bijbelse koning bekend om zijn wijsheid en enorme rijkdom. Een aantal plaatsen worden gelinkt als de locatie van de mythische mijnen van Solomon, waaronder Timna nabij Eilat, maar ook een aantal plekken in Afrika worden gelinkt aan de mijnen waaronder Tanzania, waar uit de schrijver Haggard vermoedelijk zijn inspiratie haalde.
Haggard kende Afrika goed, hij trok als 19-jarige rekruut al diep het continent in, tijdens de Zoeloe-oorlog en de Eerste Boerenoorlog, waar hij onder de indruk raakte van de Zuid-Afrikaanse mineralen die zogenaamd een helende werking zouden hebben en van de oude ruïnes en verloren steden zoals Groot-Zimbabwe.

## Verfilmingen
- King Solomon's Mines (1937), een Britse productie
- King Solomon's Mines (1950), een Amerikaanse productie
- King Solomon's Mines (1985), een komische Amerikaanse versie
- King Solomon's Mines (2004), een televisie-miniserie

### Gerelateerde films
- Allan Quatermain (film), 1919 film
- King Solomon's Treasure, 1977 Allan Quatermain film
- Allan Quatermain and the Lost City of Gold, 1986 film
- The League of Extraordinary Gentlemen (film), 2003 film met Sean Connery die de rol van Allan Quatermain speelt
- Allan Quatermain and the Temple of Skulls, 2008 film